# Джумриите
Джумриите (болг. Джумриите) — село в Болгарии. Находится в Габровской области, входит в общину Габрово. Население составляет 10 человек.

## Политическая ситуация
Джумриите подчиняется непосредственно общине и не имеет своего кмета.
Кмет (мэр) общины Габрово — Томислав Пейков Дончев (Граждане за европейское развитие Болгарии (ГЕРБ)) по результатам выборов.